# Časoměrný verš
Časoměrný verš (časomíra, řecky chronón taxis) je verš založený na střídání dlouhých a krátkých slabik podle určitého schématu.
Časoměrný verš vychází z předpokladu, že doba trvání dlouhé slabiky se přibližně rovná době trvání dvou krátkých slabik (jedna doba, tedy délka jedné dlouhé či dvou krátkých slabik, se nazývá móra), pročež v určitých situacích dvě krátké slabiky mohou nahradit jednu dlouhou a naopak.
V časoměrném verši se po vzoru latinské gramatiky za dlouhé slabiky považují i takové, u nichž po samohlásce následuje skupina souhlásek (například slabika ně ve slově někdy je tak dlouhá), a to i přes hranice slov a veršů (slabika kem ve spojení okem mým). Taková délka se nazývá délkou polohovou či délkou poziční (latinsky positione longa). Rovněž slabiky, které obsahují dvojhlásky, se pokládají automaticky za dlouhé. Slabiky, po nichž následuje spojení muta cum liquida (kombinace okluzivy a likvidy, např. li ve spojení kamkoli kráčíš, po němž následuje skupina kr) se pokládají za obojetné.
Časoměrný verš se dá užít téměř výhradně v jazycích, u nichž se rozlišuje délka samohlásek, je tedy nevyužitelný například v polštině, která délku samohlásek nerozlišuje. Velkou výhodou při uplatnění časomíry je také melodický přízvuk, přesněji řečeno přízvuk jiný než dynamický, který zvukovou kvalitu verše narušuje.
Časoměrný verš patrně vznikl ve staré řečtině, která je pro užití časoměrného verše téměř ideální, pod vlivem staré řečtiny byl užíván i v latině a pod jejím vlivem se (zejména v období renesance) užíval téměř ve všech evropských jazycích včetně češtiny, byť tyto jazyky se pro časoměrný verš příliš nehodily - především proto, že systém pozičních délek je poměrně složitý a při přednesu je obtížné veršovou formu sledovat, a bez pozičních délek je zase prakticky nemožné časoměrný verš vytvořit. V češtině se však časomíra používala až do 19. století (užívali ji Jan Kollár či Svatopluk Čech), později byla postupně nahrazena sylabotónickým veršem, který je pro češtinu vhodnější. Časoměrná prozódie se užívala a užívá také v arabském básnictví.
Při překladech časoměrného verše do češtiny se v moderní době (přibližně od počátku 20. století) zpravidla postupuje tak, že se všechny dlouhé slabiky originálu nahradí za české přízvučné slabiky, z časoměrného verše originálu se tak stane český verš sylabotónický. Po velkou část 19. století se ale z antických jazyků překládalo českou variantou časomíry. Poměrně častý je také postup, při němž je časoměrný verš nahrazen zcela jinou veršovou formou.

## Příklad
Aj, zde leží zem ta před okem mým smutně slzícím,

někdy kolébka, nyní národu mého rakev.

Stoj, noho; posvátná místa jsou, kamkoli kráčíš,

k obloze, Tatry synu, vznes se, vyvýše pohled,

(Jan Kollár: Slávy dcera, Předzpěv; dlouhé slabiky jsou vyznačeny tučně)